# 7336 Saunders
7336 Saunders (1989 RS1) là một thiện thạch Amor được phát hiện vào ngày 06 tháng 09 năm 1989 bởi E. F. Helin tại trạm thiên văn Palomar.

## Link ngoài
- JPL Small-Body Database Browser ngày 7336 Saunders